# 로버트 K. 머턴
로버트 킹 머턴(Robert King Merton, 1910년 7월 4일 ~ 2003년 2월 23일)은 미국의 사회학자이다. 현대 사회학과 범죄학에 큰 공헌을 하였으며 미국사회학회의 47대 회장을 역임했다. 생애의 대부분을 컬럼비아 대학교에서 교수로 지냈다. 1994년 과학사회학에 한 기여로 국가 과학 메달을 받았다.
사회학에서 머턴이 이룬 성과로는 과학사회학, 범죄와 일탈에 관한 연구와 사회학 이론 분야가 꼽힌다. 준거 집단과 롤 모델, 자기실현적 예언과 같은 개념을 도입한 것으로 알려져 있다. 머턴은 1957년에 쓴 《사회이론과 사회구조》에서 '미국의 중요한 미덕인 야망이 미국의 중요한 악덕인 일탈행위를 조장한다'고 주장하였다.

## 생애
로버트 킹 머턴은 1910년 7월 4일 미국 필라델피아에서 미국 이주 유대계 러시아인 가정에서 태어났다. 본명은 마이어 로버트 슈콜닉(Meyer Robert Schkolnick)으로, 어릴 때 머턴(Merton)이라는 이름을 지어 사용하게 되었다. 필라델피아 템플 대학교에서 조지 E. 심슨의 연구 조수로 사회학에 발을 들였다. 미국사회학회에서 피티림 소로킨을 만나고 하버드 대학교에 들어가 1931년부터 1936년까지 그의 연구조수로 지내고 1936년 사회학 박사 학위를 받았으며, 이때 탤컷 파슨스에게 영향을 받았다. 이후 하버드 대학교에서 학생들을 가르치다가 1938년에 논문 《17세기 영국의 과학, 기술과 사회》(Science, Technology, and Society in Seventeenth-Century England)를 저술했다. 그 이후 툴레인 대학교 사회학부장을 지내다 1941년부터 1979년 은퇴할 때까지 컬럼비아 대학교에서 학생들을 지도했으며 그 이후로도 록펠러 대학교와 러셀 세이지 재단에서 1984년까지 학생들을 가르쳤다.
1934년 수전 카하트(Suzanne Carhart)와 결혼하여 슬하에 아들인 경제학자 로버트 C. 머턴과 딸 스테파니 머튼 톰브렐로(Stephanie Merton Tombrello), 버네사 머튼(Vanessa Merton)을 두었다. 머튼은 1968년 카하트와 이혼하였고 카하트는 1992년 사망했다. 1993년에 머튼은 사회학자 해리엇 주커만(Harriet Zuckerman)과 결혼하여 슬하에 세 명의 자녀를 두었다. 2003년 2월 23일 뉴욕시 맨해튼에서 사망했다.

## 저술
- “Science, Technology and Society in Seventeenth Century England”. 《Osiris》 4 (2): 360-632. 1938.
- “Social Structure and Anomie”. 《American Sociological Review》 (3): 672-682.
- On the Shoulders of Giants: A Shandean Postcript (1965)
- The Sociology of Science (1973) 로버트 K. 머튼 (1998). 《과학사회학》. 대우학술총서. 번역 석현호. 민음사. ISBN 9788937441196.

## 같이 보기
- 과학지식사회학